# Lake Clarke Shores
Lake Clarke Shores ist eine Stadt im Palm Beach County im US-Bundesstaat Florida. Das U.S. Census Bureau hat bei der Volkszählung 2020 eine Einwohnerzahl von 3.564 ermittelt.

## Geographie
Die Stadt grenzt direkt südwestlich an West Palm Beach. Durch das Stadtgebiet führt die Florida State Road 882, außerdem führt in unmittelbarer Nähe die Interstate 95 in Nord-Süd-Richtung vorbei.

## Demographische Daten
Laut der Volkszählung 2010 verteilten sich die damaligen 3376 Einwohner auf 1467 Haushalte. Die Bevölkerungsdichte lag bei 1250,4 Einw./km². 90,7 % der Bevölkerung bezeichneten sich als Weiße, 2,7 % als Afroamerikaner, 0,1 % als Indianer und 1,5 % als Asian Americans. 3,2 % gaben die Angehörigkeit zu einer anderen Ethnie und 2,5 % zu mehreren Ethnien an. 24,7 % der Bevölkerung bestand aus Hispanics oder Latinos.
Im Jahr 2010 lebten in 26,9 % aller Haushalte Kinder unter 18 Jahren sowie 32,3 % aller Haushalte Personen mit mindestens 65 Jahren. 69,0 % der Haushalte waren Familienhaushalte (bestehend aus verheirateten Paaren mit oder ohne Nachkommen bzw. einem Elternteil mit Nachkomme). Die durchschnittliche Größe eines Haushalts lag bei 2,42 Personen und die durchschnittliche Familiengröße bei 2,87 Personen.
20,8 % der Bevölkerung waren jünger als 20 Jahre, 20,1 % waren 20 bis 39 Jahre alt, 33,5 % waren 40 bis 59 Jahre alt und 25,6 % waren mindestens 60 Jahre alt. Das mittlere Alter betrug 47 Jahre. 48,3 % der Bevölkerung waren männlich und 51,7 % weiblich.
Das durchschnittliche Jahreseinkommen lag bei 77.778 $, dabei lebten 7,2 % der Bevölkerung unter der Armutsgrenze.
Im Jahr 2000 war Englisch die Muttersprache von 84,76 % der Bevölkerung und spanisch sprachen 15,23 %.

## Kriminalität
Die Kriminalitätsrate lag im Jahr 2010 mit 180 Punkten (US-Durchschnitt: 266 Punkte) im niedrigen Bereich. Es gab einen Raubüberfall, acht Körperverletzungen, 19 Einbrüche, 50 Diebstähle und sieben Autodiebstähle.